# ياسر ضامري
ياسر ضامري مواليد 13 أكتوبر 1990 في جازان ، السعودية، هو لاعب كرة قدم سعودي يلعب حالياً في نادي حطين .
كانت بداياته مع نادي حطين و وقع مع نادي النهضة في عام 2015 و وقع مع نادي النجوم عام 2017 و عاد إلى نادي حطين في عام 2018 .

## روابط خارجية
- ياسر ضامري على موقع Soccerway.com (الإنجليزية)